# Park Narodowy Médanos del Chaco
Park Narodowy Médanos del Chaco – park narodowy leżący w północno-zachodnim Paragwaju na granicy departamentów Boquerón i Górna Parana. Utworzony 12 sierpnia 2003, obecnie (2014) najmłodszy park na terenie państwa. Uznany za ostoję ptaków IBA.
Park powstał 12 sierpnia 2003 na mocy dekretu N°21957 na obszarze 514 233 ha. 17 lutego 2004 nastąpiło zawieszenie działalności dekretem N° 1791 ówczesnego prezydenta, Nicanora Duarte Frutosa. Normalny stan funkcjonowania przywrócono u schyłku 2004. Pod koniec stycznia 2005 opracowano plan zarządzania. PN Médanos del Chaco jest częścią Rezerwatu biosfery El Chaco.

## Warunki naturalne
PN Médanos del Chaco leży w obrębie Gran Chaco. Na jego obszarze występują lasy (według danych IUCN 23% powierzchni parku (2007)), zarośla oraz sawanna porośnięta kserofitami. Prócz tego obecne są wydmy (médanos) czyniące park unikalnym w skali krajowej ze względu na kształtowany częściowo przez wiatr krajobraz oraz przewagę roślin zielnych; takowe znajdują się również w południowej Boliwii. Ogólnie w Chaco średnia roczna suma opadów mieści się w granicach 400–850 mm; zwykle w porze deszczowej 400–600 mm.

## Flora
W parku rośnie 37 gatunków kaktusów, w tym Stetsonia coryne, Cereus validus, C. paraguayensis. Z drzew występujących w parku wymienić można apidospermę białą (Aspidosperma quebracho-blanco), Schinopsis lorentzii, Ceiba chodatii, Bulnesia sarmientoi, Tabebuia nodosa, Aspidosperma pyrifolium, Caesalpinia paraguariensis. Z roślin o znaczeniu gospodarczym występuje dziki ryż Oryza latifolia, manioki Manihot anomala i Manihot guaranitica, orzechy Arachis batizocoi, A. cardenasii oraz A. duranensis.

## Fauna
14 kwietnia 2004 w parku ponownie odkryto gwanako andyjskie (Lama guanicoe), nie notowane w Gran Chaco od około 40 lat. W dekrecie o utworzeniu PN wspomniano o pancerniku Chlamyphorus retusus, posiadającym status brak danych (DD; wcześniej bliski zagrożenia lub narażony). Do tego w parku występuje m.in. jaguar (Panthera onca), pancernik olbrzymi (Priodontes maximus), pekari Wagnera (Catagonus wagneri) oraz mrówkojad wielki (Myrmecophaga tridactyla).

### Awifauna
W 2007 BirdLife International wyznaczyło ostoję ptaków IBA tożsamą z obszarem parku. Wśród „trigger species” wymienia 19 gatunków, w tym jednego zagrożonego – urubitingę czubatą (Buteogallus coronatus) – oraz dwa bliskie zagrożenia – nandu szare (Rhea americana) i dzięcioła żałobnego (Dryocopus schulzi). Pozostałe posiadają status najmniejszej troski; jest to na przykład kusacz zaroślowy (Nothoprocta cinerascens), czakalaka bura (Ortalis canicollis), puszczyk jarzębaty (Strix chacoensis), krytonos czubaty (Rhinocrypta lanceolata), czywik czarnogłowy (Poospiza melanoleuca) oraz czakonik (Saltatricula multicolor).